# Drapetis centristria
Drapetis centristria är en tvåvingeart som beskrevs av Yang 2003. Drapetis centristria ingår i släktet Drapetis och familjen puckeldansflugor. Inga underarter finns listade i Catalogue of Life.